# Tantilla jani
Tantilla jani är en ormart som beskrevs av Günther 1895. Tantilla jani ingår i släktet Tantilla och familjen snokar. Inga underarter finns listade i Catalogue of Life.
Denna orm förekommer i sydvästra Guatemala. Arten lever i kulliga områden mellan 300 och 950 meter över havet. Individerna vistas i tropiska fuktiga skogar och de besöker ibland kaffeodlingar. Tantilla jani gräver i lövskiktet och i det översta jordlagret. Honor lägger ägg.
Beståndet hotas av skogsröjningar och av bekämpningsmedel mot insekter. Utbredningsområdet uppskattas vara 10 000 km² stort. IUCN kategoriserar arten globalt som sårbar.